# Vojaško jadralno letalo
Vojaško jadralno letalo je zrakoplov, ki ga uporabljajo vojske za dostavo vojakov in tovora na bojišče. Za razliko od športnih jadralnih letal, vojaška jadralna letalo niso namenjena prostemu jadranju, ampak samo dostavi tovora. Veliko so se uporabljali v času 2. svetovne vojne, v tem času so jih zgradili nekaj deset tisoč.
Vlečna letala so bila po navadi C-47 Skytrain ali Dakota ali pa bombniki kot npr. Short Stirling. 
Grajeni so bili iz poceni materialov, kot npr. les in tkanina. V veliko primerih so bili namenjeni samo enkratni uporabi, poškodbe pri pristanku so bile pogoste. 
Prednost jadralnih letal pred dostavo s padali, je bolj natančna dostava. Možno je tudi dostaviti težko opremo, kot npr. havbice in lahke tanke. Vojaška jadralna letala so praktično neslišno prispela na bojišče, kar je bila velika taktična prednost.
V modernih časih se skoraj ne uporabljajo več, nadomestili so helikopterji in turbopropelerska letala. Helikopterji imajo prednost, da lahko delujejo na območju, kjer ni mogoč pristanek z letalom in lahko vojake tudi evakuirajo z bojišča.